# 尼爾斯·拉森

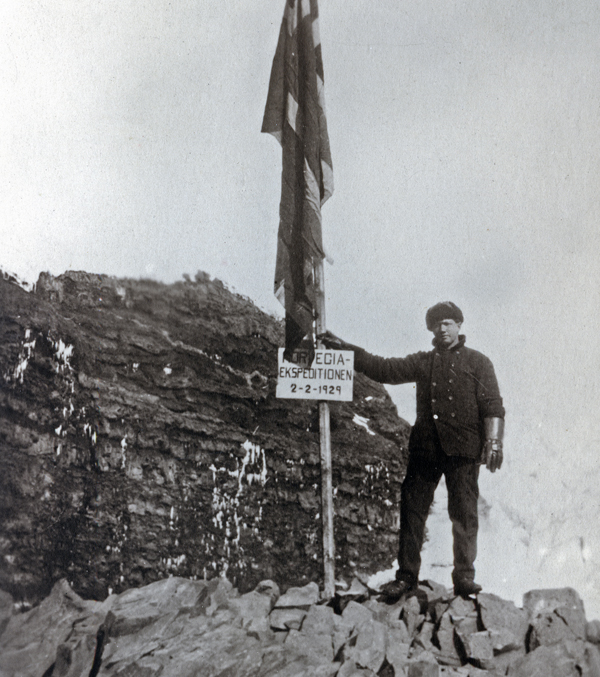
1929年2月2日，尼爾斯·拉森於彼得一世島

尼爾斯·拉森（挪威語：Nils Larsen，1900年6月19日—1976年9月29日）是名挪威籍船長，曾參與挪威南極洲探險隊。
他是一位著名的捕鯨者，主要為桑訥菲尤爾Thor Dahl A/S數艘捕鯨船擔任船長。他還是由挪威捕鯨船主拉爾斯·克莉史汀森資助的挪威南極洲考察隊中擔任大副。於探險期間，挪威實現了對布威島（於1927年）與彼得一世島（於1929年）的兼併。
以尼爾斯·拉森命名的南極洲地理區域包括：尼爾斯拉爾森山（位於毛德皇后地）、尼爾斯山（位於恩德比地）與尼爾斯拉森冰川（位於彼得一世島）。